# 1 E4 m
Za lažjo primerjavo različnih redov velikosti je na tej strani nekaj dolžin in višin od 10 do 100 kilometrov.
- razdalje, krajše od 10 km

- 10.000 metrov je enako kot:
  - 10 kilometrov
  - 6,21371 milj
  - 10.936,1 jardov
  - 32.808,4 čevljev
- 10 km -- valovna dolžina najnižje dolgovalovne radijske frekvence, 30 kHz
- 16,5 km -- dolžina Vrbskega jezera
- 20 km -- dolžina Tržiščice
- 21 km -- dolžina Manhattna
- 34 km -- najmanjša širina Rokavskega preliva
- 42 km -- dolžina maratonske proge
- 56 km -- dolžina Ščavnice
- 60 km -- dolžina Idrijce
- 73 km -- dolžina Dravinje
- 89 km -- dolžina Sotle
- 94 km -- dolžina Krke

- razdalje, daljše od 100 km